# المتمردة (مسلسل 2022)
المتمردة (بالإسبانية: Rebelde) هو مسلسل درامي مكسيكي، مبني على مسلسل يحمل نفس الأسم. تم اصداره على شبكة نتفلكس في 5 يناير عام 2022.
في 9 يناير 2022 ، أعلنت نتفليكس عن تجديد المسلسل للموسم الثاني.

## روابط خارجية
المتمردة على موقع IMDb (الإنجليزية)
- المتمردة على موقع روتن توميتوز (الإنجليزية)
- المتمردة على موقع نتفليكس (الإنجليزية)
- المتمردة على موقع فيلمافينيتي (الإسبانية)
- المتمردة على موقع كينوبويسك (الروسية)
- المتمردة على موقع قاعدة بيانات الفيلم (الإنجليزية)